# Уравнение Винера — Хопфа
Уравне́ние Ви́нера — Хо́пфа — линейное интегральное уравнение с разностным ядром на положительной полуоси:
{\displaystyle \beta \varphi (x)=\lambda \int _{0}^{\infty }K(x-s)\varphi (s)\,ds+f(x),}
где {\displaystyle \varphi (x)} — искомая функция; {\displaystyle f(x)}, {\displaystyle K(x-s)} — известные функции, {\displaystyle \lambda ,\beta } — параметры. При {\displaystyle \beta =0} называется уравнением Винера-Хопфа 1-го рода, при {\displaystyle \beta =1} называется уравнением Винера-Хопфа 2-го рода. Было получено Винером и Хопфом при решении задачи радиационного равновесия внутри звёзд. Также используется в кибернетике, при решении задач выделения и фильтрации полезного сигнала из его смеси с шумом.

## Метод решения
Для решения вводятся т. н. односторонние функции {\displaystyle \varphi _{+}(x)} и {\displaystyle f_{+}(x)}, равные {\displaystyle \varphi (x)} и {\displaystyle f(x)} при x>0 и равные 0 при x<0 и функция {\displaystyle \varphi _{-}(x)}, равная 0 при x>0. При помощи односторонних функций уравнение записывается в виде: {\displaystyle \beta \varphi _{+}(x)=\lambda \int _{-\infty }^{+\infty }K(x-s)\varphi _{+}(s)\,ds+f_{+}(x)+\varphi _{-}(x)}. Таким образом, при помощи односторонних функций область определения уравнения продолжается на отрицательную полуось. Затем применяется прямое преобразование Фурье {\displaystyle \varphi ^{\pm }(u)={\frac {1}{\sqrt {2\pi }}}\int _{-\infty }^{+\infty }\varphi _{\pm }(x)e^{iux}dx}. Для уравнения-образа {\displaystyle \varphi ^{+}(u)={\frac {f^{+}+\varphi ^{-}}{\beta -\lambda K^{*}(u)}}} решается краевая задача Римана, т.е. определяются функции {\displaystyle \varphi ^{-}} и {\displaystyle \varphi ^{+}}. Решение интегрального уравнения является обратным преобразованием Фурье функции {\displaystyle \varphi ^{+}}: {\displaystyle \varphi (x)={\frac {1}{\sqrt {2\pi }}}\int _{-\infty }^{+\infty }\varphi ^{+}(u)e^{-iux}du}.